# Ningzong
Pour l'empereur de la dynastie Song, voir Song Ningzong.
Rinchinbal Khan (mongol : ᠷᠢᠨᠴᠢᠨᠪᠠᠯ
ᠬᠠᠭᠠᠨ, VPMC : Rinčinbal qayan, cyrillique : Ринчинбал хаан, MNS : Rinchinbal khaan ; tibétain : རིན་ཆེན་དཔལ།, Wylie : rin chen dpal), né le 1er mai 1326 et mort le 14 décembre 1332, est khagan de l'Empire Mongol et empereur de Chine de la dynastie Yuan sous le nom de Ningzong (chinois : 元宁宗 ; pinyin : yuán níngzōng) du 23 octobre au 14 décembre 1332. 

## Biographie
Il est le deuxième fils de Mingzong et un des plus jeunes frères de Togoontomor (Toghan Témour). Il fut élevé par sa mère, Babusha, une aristocrate Naïmans, quand son père était exilé en Asie centrale.  
Quand son père Kuśala mourut, Wenzong (Togh Témour) lui succéda et Rinchinbal fut nommé prince de Fu. Bien que Togh Témour eut un fils nommé El Tegüs, sa veuve et la mère d'El Tegüs, Budashiri Khatun, respecta à sa mort en 1332 la volonté de Togh Témour de faire du fils de Kuśala le successeur sur le trône au lieu d'El Tegüs.  
Le dirigeant de facto El Temür refusa de laisser Toghan Témour, le fils aîné de Kuśala, monter sur le trône car il était soupçonné d'avoir empoisonné son père. Pendant que Toghan Témour était mis à l’écart, éloigné de la capitale Khanbalik, le jeune Rinchinbal se trouvait à Khanbalik et devint le favori de Togh Témour. Ainsi El Temür décida d'installer Rinchinbal comme grand-khan à la suite de la mort de Togh Témour. 
Rinchinbal accueille le 3e karmapa Rangjung Dorje, arrivée le 6 novembre 1332 à  Khanbalik à l'invitation de Togh Témour, décédé un mois avant.
Rinchinbal est mort deux mois après son intronisation, âgé seulement de six ans. 
El Temür demanda encore à Budashiri d’installer El Tegüs mais elle refusa. Il n'y eut pas eu d’autre choix que d’inviter Toghan Témour à revenir du lointain Yunnan. 
Le 3e karmapa a résolu le conflit de succession et était présent lorsque Toghan Témour est intronisé